# Fucina Tognolli
La Fucina Tognolli, situata presso l'abitato di Olle, frazione di Borgo Valsugana, era un'efficiente fucina a maglio idraulico finalizzata alla produzione di attrezzi in ferro per l'agricoltura (zappe, vomeri e picconi), per il lavoro del bosco (asce, scuri, cunei, zappini) e per la zootecnia pastorizia (forbici da tosa, ecc.)
Funzionava, come molti piccoli opifici popolari, grazie ad una linea d'acqua che veniva trasportata fino alla parte più alta della struttura con un sistema di canali. Essa alimentava due ruote idrauliche: una per il maglio, l'altra per le mole e le altre macchine più piccole.
All'interno il fabbro regolava il flusso d'acqua e di conseguenza la velocità del maglio o della mola attraverso una leva.
Nonostante sia stata fondata dal sig. Onorino Tognolli intorno al 1947, con il bricolage di materiali diversi  (la testa del maglio è datata 1813), la fucina presenta ancora oggi tutta l'attrezzatura idraulica tradizionale ed inoltre è affiancata da macchinari elettrici più moderni.
L'impianto è stato messo a punto nel secondo dopoguerra ma ha lavorato a pieno regime fino a non molti anni fa. Oggi viene occasionalmente messo in funzione a scopo didattico.